# QTnet
株式会社QTnet（キューティーネット）は、福岡県福岡市中央区に本社を置く九州電力グループの電力系通信事業者。2017年7月1日までの旧社名は九州通信ネットワーク株式会社。

## 概要
「九州のお客さまが“光”輝くように」の想いのもと、「きらきら、つながる。QTnet」をコーポレートスローガンに、九州地域（沖縄を除く）を対象にサービスを提供。同社のISPおよび光回線の一体型ブロードバンド事業「BBIQ（ビビック）」は、九州地域ではNTTに続くシェア2位。
オリコンが実施する顧客満足度調査のプロバイダランキング2011年（平成23年）度版で全国1位、J.D.パワーが実施する「日本固定ブロードバンド回線サービス顧客満足度調査」では、2014年（平成26年）度版、2015年（平成27年）度版、2016年（平成28年）度版の3年連続で総合満足度全国1位を獲得するなど、一般ユーザーから高い評価を得ている。
九州電力グループの光ファイバー通信の歴史は長く、その始まりは1972年（昭和47年）に日本で最初に実用化したことに遡る。

## 沿革
- 1987年（昭和62年）7月 - 会社設立。
- 1989年（平成元年）8月 - 第一種電気通信事業許可。当初は法人向けにサービスを提供。
- 1999年（平成11年）4月 - 中継電話サービスの「九州電話」サービスを開始し、一般家庭向けサービスに進出。
- 2002年（平成14年）
  - 4月
    - 福岡市、北九州市を提供エリアとして「BBIQ」（光ブロードバンドサービス）を提供開始。
    - 日韓光海底ケーブル（KJCN : Korea-Japan Cable Network）を利用した国際専用線サービス提供開始。

  - 12月 - 181億8千万円を減資、第三者割当により新株式（200億円:普通株式40万株）を発行。
- 2003年（平成15年）11月 - アステル（PHS）事業廃止。同19日に停波。
- 2005年（平成17年）
  - 4月1日 - BBIQ光電話サービス、国際VLANサービス開始。
  - 5月27日 - QTNetSMFサービス開始。
- 2007年（平成19年）1月24日 - 第三者割当増資を全額引受け、鹿児島光テレビ株式会社を子会社化。
- 2008年（平成20年）4月1日 - 九州ネットワークサービス株式会社を吸収合併。
- 2010年（平成22年）
  - 1月20日 - BBIQショウルーム「BBIQ Plaza」をオープン。
  - 3月1日 - 有線テレビジョン放送施設設置許可を取得。
  - 7月1日 - 「BBIQ光テレビ」サービスを福岡都市圏の一部で開始。
  - 10月1日 - 鹿児島光テレビのテレビ放送事業を譲受。
  - 10月31日 - フレームリレーサービス終了。
- 2011年（平成23年）
  - 4月1日 - 「BBIQ光テレビ」サービスの提供エリアを北九州市、久留米市などへ拡大。
  - 7月1日 - 高速モバイル通信サービス「BBIQモバイル（WiMAX）」の提供開始。
  - 10月1日 - 「BBIQ光テレビ」に「地デジ・BSプラン」の提供開始。
  - 12月1日 - 上り下りとも最大1Gbpsで利用可能な「BBIQギガコース」を福岡県・鹿児島市で提供開始。
- 2012年（平成24年）
  - 1月1日 - BBIQ2段階定額料金プラン「STEP」の提供開始。
  - 2月1日 - 高速モバイル通信サービス「BBIQモバイル（EM）42Mコース」の提供開始。
  - 3月1日 - 「BBIQギガコース」の提供エリアを九州各県の県庁所在地及びその周辺都市に拡大。
  - 4月2日 - 法人向け光電話サービス「BBIQ光電話オフィス」の提供開始。
  - 4月6日 - BBIQとセットで利用するとソフトバンクモバイルのスマートフォンの通信料が割引となる「スマホBB割 with BBIQ」開始。
  - 5月22日 - 「BBIQ」会員向け優待サービス「BBIQ Club Off（ビビック クラブ オフ）」の提供開始。
  - 5月22日 - 三井住友カードと提携し「BBIQ VISAカード」を発行。
  - 6月28日 - VLAN 1回線で最大276回線のIP電話が利用可能な法人向け光電話サービス「VLAN光電話」を提供開始。
  - 8月6日 - KDDIの「auフェムトセル」へ対応開始。
  - 11月1日 - 「BBIQギガコース」の提供エリアをBBIQ提供エリア全域へ拡大。
- 2013年（平成25年）
  - 6月21日 - 「BBIQ」会員向けネットショッピング「BBIQ特選ショップ」開始。
  - 6月21日 - 眞部利應を、新設した取締役会長に迎える。
  - 7月1日 - 「BBIQ」会員向け「訪問修理サービス」開始。
  - 12月4日 - BBIQとセットで利用するとauのスマートフォンの月額料金が割引となる「auスマートバリュー」開始。
- 2014年（平成26年）
  - 2月1日 - 大分ケーブルテレコム（OCT）と提携し「OCT光テレビwith BBIQ」開始。
  - 7月3日 - マンション向け一括受電サービス「BBIQ電力」開始。
  - 10月1日 - 「BBIQ光テレビ」サービスの提供エリアを熊本地区へ拡大。
  - 11月14日 - 九州電力の完全子会社となる。
- 2015年（平成27年）
  - 1月15日 - 「BBIQ」会員向けサポートサービス「安心まとめてパック」提供開始。
  - 3月2日 - 宮崎ケーブルテレビ（MCN）と提携し「MCNテレビwith BBIQ」提供開始。
  - 3月2日 - KDDIバリューイネイブラーが提供する「UQ mobile」の取扱い開始。
  - 3月2日 - 格安スマートフォンサービス「BBIQスマホSIM d」提供開始。
  - 4月30日 - 宮崎県との災害時における情報通信基盤に関する協定を締結。
  - 7月13日 - 格安スマートフォンサービス「BBIQスマホSIM a」提供開始。
  - 9月1日 - QTNetサービスオペレーションセンタービル（SOCビル）竣工。
  - 12月21日 - 「BBIQ光テレビ」4K放送サービスのフィールドテスト開始。
- 2016年（平成28年）
  - 4月1日 - 法人向けサービスの新ブランド「QT PRO（キューティープロ）」開始。
  - 4月28日 - テレワーク勤務制度（QTスマートワーク）導入。
  - 8月3日 - スマホアプリ「BBIQアプリマーケット」提供開始。
  - 10月3日 - クラウド型セキュリティサービス「QT PROマネージドセキュリティ」提供開始。
- 2017年（平成29年）
  - 2月13日 - 九州特化型ベンチャーファンドへ出資。
  - 3月1日 - モバイルサービス「QTmobile（キューティーモバイル）」提供開始。
  - 7月1日 - 株式会社QTnet（キューティーネット）に社名変更。
  - 7月22日 - QTmobileの第1号ショップ「QTモバイル 福岡天神店」をオープン。
  - 11月15日 - QTmobileの第2号ショップ「QTモバイル 北九州小倉店」をオープン。
- 2018年（平成30年）
  - 1月4日 - 「BBIQ光テレビ」サービスの提供エリアを宮崎市へ拡大。
  - 1月26日 - 株式会社ディーカレットへ出資。
  - 2月15日 - QTmobileの第3号ショップ「QTモバイル 鹿児島店」をオープン。
  - 4月27日 - QTmobileの第4号ショップ「QTモバイル 熊本店」をオープン。
- 2019年（令和元年）
  - 3月8日 - QTmobileの第5号ショップ「QTモバイル 宮崎店」をオープン。
  - 5月21日 - QTmobileの第6号ショップ「QTモバイル 長崎店」をオープン。
  - 7月1日 - 株式会社キューデンインフォコムを吸収合併。
  - 10月1日 - QTmobileの第7号ショップ「QTモバイル 大分店」をオープン。
  - 11月23日 - 6:46頃、QTnetのデータセンターで電源設備の不具合によりサーバーが停止し障害が発生。約260社でサービスが使用できなくなるなどの影響が出た[2]。
  - 11月27日 - QTmobileのミニショップ「QTモバイル 電気ビルミニショップ」をオープン。
  - 12月23日 - QTmobileの第8号ショップ「QTモバイル 佐賀店」をオープン。
- 2021年（令和3年）
  - 8月22日 -  eスポーツスタジアム「esports Challenger’s Park」をオープン。[3]
  - 12月31日 -  宮崎ケーブルテレビとの提携を終了。

## 事業概要

### 光ブロードバンド「BBIQ」事業
BBIQ（ビビック）は、QTnetの個人向けのサービスブランド名で、光ファイバー1本で「BBIQ光インターネット」「BBIQ光電話」「BBIQ光テレビ」のトリプルプレイサービスを提供。また、外出先でもパソコン・タブレット等でインターネットを利用できる「BBIQモバイル」を提供している。
2021年5月現在、BBIQ光インターネットの通信速度は、ギガコースの場合、上り下り最大 1 Gbpsであり、上り下り最大100Mbpsの100メガコースも設定されている。
提供料金は、ギガコースで戸建住宅の場合、5,720円から で、「auスマートバリュー」の割引も適用される。
また、福岡・北九州都市圏、熊本市、宮崎市、鹿児島市、佐賀県玄海町において、直営の光テレビサービスを提供しており、2014年2月1日から、大分ケーブルテレコムとの提携により、「OCT光テレビ with BBIQ」のサービスを大分市（一部地域除く）と、由布市の旧挟間町で提供している。
2015年3月2日からは、宮崎ケーブルテレビ（MCN）との提携により、「MCNテレビ with BBIQ」のサービスをBBIQ・MCN両方の加入者に提供している。

### スマートフォンSIM「QTmobile」事業
格安スマートフォンサービス「QTmobile」については基本的に格安SIMの提供という形式をとる。手持ちのスマートフォンやSIMの形が合えば中古品も使えるが、SIMフリー端末とのセットも提供。実店舗については福岡市の新天町商店街、北九州市の小倉魚町、鹿児島県の天文館、熊本県の上通アーケードの4か所に設けている。

#### プラン
- Dタイプ（NTTドコモ回線） - 提供元（MVNE）はIIJmio（インターネットイニシアティブ）。
- Aタイプ（au回線） - 提供元はmineo（ケイ・オプティコム）。
- Sタイプ（ソフトバンク回線） - 提供元はnuroモバイル（ソニーネットワークコミュニケーションズ）（ケイ・オプティコム）

ソフトバンクエリアに対応した「QTモバイル Sタイプ」を2018年2月1日からサービス開始し、日本初の3キャリア対応MVNOサービスとなった。ただし別の通信事業者を介して3キャリアと接続しており（レイヤー3接続）、またかつてインターネットイニシアティブ（IIJ）が、NTTドコモ・au・ソフトバンク（旧イー・モバイル）の3キャリアと直接接続（レイヤー2接続）していた時期があるため、厳密にいえば日本初の3キャリア対応MVNOはIIJである。

### 法人向けネットワーク&ソリューション事業（QT PRO）
法人向けには、ネットワークサービス、音声サービス、セキュリティサービス、クラウドサービス、データセンターサービス、監視・保守・運用サービスのほか、これらを組合せたソリューションサービスを提供している。
福岡市の在宅勤務や、大分市のペーパーレス会議において、同社のネットワーク回線が採用されるなど、自治体からも評価を得ている。

### マンション一括受電サービス（BBIQ電力）
2014年には、マンション一括受電サービスである「BBIQ電力」を開始している。BBIQの光回線やQTmobileとのセット割も実施している。
なお、QTnetは2024年5月現在、小売電気事業者としての登録はなく、一般需要家への電気の販売は行っていない。

## 不祥事
2019年11月23日午前6時46分頃、QTnetが運営しているデータセンターの電源設備更新作業中に事故が発生。7秒の電源停止が生じ、その間にサーバへの電源供給が失われたため、障害が発生。福岡県庁や福岡市などの地方自治体やQTnet親会社でもある九州電力のホームページが閲覧出来なくなったり、楽天グループの楽天カードや楽天ペイによる決済が一時的に使えなくなるなど、約260社の国内企業に影響が出る事態となった。

## CM

### テレビCM

#### CMキャラクター（TV）
- 阿部寛 - 当初はBBIQだけだったが、川口春奈降板後は、QTmobileやQT PROなど、全サービスのCMに出ている。

##### 過去
- 武田鉄矢（九州電話）
- 財前直見（九州電話）
- 前川清（九州電話→BBIQ）
- 菅野莉央（九州電話→BBIQ）
- 椎名令恵（BBIQ）
- 志田未来（BBIQ、2008年10月 - 2012年3月）
- 石橋杏奈（BBIQ、2016年3月 - 2017年2月）
- 川口春奈（QTmobile）

#### CMソング
- 「ほしのうた」 THE BROAD BAND featuring ACO - 「BBIQがつなぐ」篇から使用中。ただしこのCMは、QTNetではなく、親会社の九州電力が制作した。QTNet本体制作のCMには、必ずCMキャラクターのタレントが出演している。
- 「永遠の光り」 亜希 - 2009年（平成21年）、BBIQボーカルオーディションでグランプリ受賞。BBIQタイアップソングであり、フル配信開始直後の週間チャートにインディーズ新人としては異例のランクインを果たした。これも九州電力制作のCMのみで放送された。
- 「キューティーハニー」 - 川口春奈歌唱による替え歌を「QTmobile」のCMで放送している。“キューティー”と“QT”をかけたもの。
- 「無線LANばり便利」 ヤバイTシャツ屋さん - 「BBIQ家の人々 帰宅篇」「BBIQ家の人々 親子ゲンカ篇」のCMで使用。“Wi-Fi”と“家族”をテーマに制作されたCM。

### ウェブCM

#### CMキャラクター（WEB）
- 仮面ライダー1号・仮面ライダー2号・仮面ライダーV3・ライダーマン（QT PRO、2023年10日 - 、ライダーマンは2024年8月30日 - ）[9]

当初はWEB CMのみだったが、2024年9月1日からの仮面ライダーシリーズ「仮面ライダーガヴ」（テレビ朝日系列）では、番組初回の2024年9月1日に全国向けに本CMが放送された。2024年8月からはライダーマンも起用している。

## かつての関連会社

### アステル九州
アステル九州は、2001年（平成13年）12月1日に株式会社アステル九州より譲受したPHSサービスのブランド名称である。
2002年（平成14年）11月30日にアステルグループ他社に先立ち新規受付を終了、これがアステルグループの終わりの始まりとなった。2003年（平成15年）11月19日にサービス終了した。

### 鹿児島光テレビ株式会社
鹿児島市内で子会社の鹿児島光テレビ株式会社（略称：KHTV）を通じて光回線を使用したケーブルテレビ事業を行っている（KHTVは2010年〈平成22年〉10月にQTNetに事業統合され、現在はQTNet本体が同サービスを提供）。自社でも2010年（平成22年）3月に有線テレビジョン放送事業の放送施設設置許可を取得し、同年7月から福岡都市圏の一部においてもサービスを開始した。サービス総チャンネル数最大89ch。
2011年（平成23年）4月には、北九州都市圏と久留米圏でも「BBIQ光テレビ」としてサービスを開始した。同年2月9日、九州総合通信局から必要な許可を得た。

## 主要子会社

### 株式会社QTmedia
株式会社コアラは、国内で初めて電話網を利用したADSLサービスを開始するなど、地域興しを目的にインターネットサービスの事業展開をしており、自治体向けのサイト制作や動画配信、アプリ制作など幅広いサービスを提供している。2019年4月にQTnetと株式譲渡契約を締結し子会社化し、2020年4月にQTmediaへ社名変更した。

### 株式会社ネットワーク応用技術研究所
株式会社ネットワーク応用技術研究所（略称：NAL）は、安全・安心な社会を実現するためのネットワーク技術の研究開発、その技術を応用したシステムサービスの提供により、お客さまに寄り添った事業展開をしており、ネットワーク技術やシステム開発における高い技術力と豊富なノウハウを保有する。2019年4月にQTnetと株式譲渡契約を締結し子会社化した。

### 株式会社戦国
株式会社戦国は、「九州から世界へ」をスローガンに掲げるプロeスポーツチーム「SengokuGaming」の運営や、イベントの企画、選手育成・教育など、eスポーツに関わる事業を展開し、eスポーツの普及に取り組んでいる。2020年1月にQTnetと株式譲渡契約を締結し子会社化した。